# Ceracia subandina
Ceracia subandina là một loài ruồi trong họ Tachinidae.